# Quận Cam, California
Quận Cam hay Quận Orange (tiếng Anh: Orange County) là một quận (hạt) ở miền nam tiểu bang California, Hoa Kỳ. Với dân số 3.010.232 theo Thống kê Dân số 2010 của Mỹ, Quận Cam là quận đông dân thứ nhì tại tiểu bang này và thứ ba toàn quốc.

## Địa lý
Theo Điều tra Dân số 2010 của Cục Thống kê Dân số Hoa Kỳ, Quận Cam có tổng diện tích 2.460 km² trong đó đất liền là 2.050 km² mặt nước chiếm 410 km² (16,6% tổng diện tích). Quận giáp Thái Bình Dương về phía tây, Quận Los Angeles về phía bắc, Quận San Bernardino về phía đông bắc, Quận Riverside về phía đông và Quận San Diego về phía nam. Điểm cao nhất của Quận là Santiago Peak(1.734 m) cách phía đông Santa Ana khoảng 32 km. Gần Santiago Peak là Modjeska Peak chỉ thấp hơn 60 m, đỉnh của nó được biết với cái tên Saddleback có thể thấy được từ hầu hết mọi nơi trong Quận.

### Danh lam thắng cảnh
Thời tiết ấm áp và các bãi biển quanh năm tại khu vực này thu hút hàng triệu du khách hàng năm.
Huntington Beach là một điểm nóng để tắm nắng và lướt sóng. Nhiều cuộc thi lướt sóng (surfing) được tổ chức tại thành phố này hàng năm. Một số công viên giải trí nổi tiếng trên thế giới có tại quận này, như Disneyland và Disney's California Adventure tại Anaheim và Knott's Berry Farm tại Buena Park. Trường Đại học California tại Irvine và nơi sinh trưởng của cố Tổng thống Richard Nixon cũng ở trong quận này. Khu vực Little Saigon (Tiểu Sài Gòn) trong quận này cũng đáng được chú ý, vì đây là nơi cư ngụ của số người Việt đông đảo nhất ngoài lãnh thổ Việt Nam.

## Dân số
Theo thống kê, quận này có 3.010.232 người, 935.287 hộ và 667.794 gia đình. Mật độ dân số là 1.392 người/km². Có 969.484 đơn vị nhà cửa. Các dân tộc trong quận này gồm có 64,81% người da trắng, 1,67% người Mỹ gốc Phi, 0,70% người da đỏ, 13,59% người Mỹ gốc Á, 0,31% người gốc các đảo Thái Bình Dương, 14,80% các dân tộc khác, và 4,12% lai nhiều hơn một chủng tộc. 30,76% dân số là người Hispanic.
Vào năm 2007, có khoảng 135.000 người gốc Việt trong số 3 triệu dân trong quận, và có 10 người Việt được bầu vào các cơ quan chính quyền địa phương như Hội đồng thành phố, Ban lãnh đạo nhà trường và Hội đồng quận. Cuối năm 2014, lần đầu tiên cả ba thành phố nằm cận kề nhau ở Quận Cam, nơi có đông người Việt sinh sống, đều có thị trưởng là người gốc Việt Nam: Tạ Đức Trí thị trưởng của thành phố Westminster, Michael Võ thị trưởng ở thành phố Fountain Valley và Bảo Nguyễn, thị trưởng thành phố Garden Grove.

### Các thành phố trực thuộc
| Thành phố              | Năm thành lập |
| ---------------------- | ------------- |
| Aliso Viejo            | 2001          |
| Anaheim                | 1870          |
| Brea                   | 1917          |
| Buena Park             | 1953          |
| Costa Mesa             | 1953          |
| Cypress                | 1956          |
| Dana Point             | 1989          |
| Fountain Valley        | 1957          |
| Fullerton              | 1904          |
| Garden Grove           | 1956          |
| Huntington Beach       | 1909          |
| Irvine                 | 1971          |
| La Habra               | 1925          |
| La Palma               | 1955          |
| Laguna Beach           | 1927          |
| Laguna Hills           | 1991          |
| Laguna Niguel          | 1989          |
| Laguna Woods           | 1999          |
| Lake Forest            | 1991          |
| Los Alamitos           | 1960          |
| Mission Viejo          | 1988          |
| Newport Beach          | 1906          |
| Orange                 | 1888          |
| Placentia              | 1926          |
| Rancho Santa Margarita | 2000          |
| San Clemente           | 1928          |
| San Juan Capistrano    | 1961          |
| Santa Ana              | 1886          |
| Seal Beach             | 1915          |
| Stanton                | 1956          |
| Tustin                 | 1927          |
| Villa Park             | 1962          |
| Westminster            | 1957          |
| Yorba Linda            | 1967          |